# Peter Darbishire Orton
Peter Darbishire Orton (Plymouth, 28 gennaio 1916 – Crewkerne, 7 aprile 2005) è stato un micologo britannico.
Nacque a Plymouth, figlio del biologo marino J.H. Orton. Figlio unico di un matrimonio fallito, nel 1929 fu mandato a frequentare la Oundle School nel Northamptonshire. Successivamente vinse un posto al Trinity College, Cambridge, dove si laureò nel 1937. Continuò gli studi al Royal College of Music, che interruppe dal 1940 al 1946 per prestare il servizio militare nella Royal Artillery. Dopo aver completato i suoi studi al Royal College, Orton ottenne una cattedra di musica all'Epsom College in Surrey.

## Ricerche micologiche
P.D. Orton iniziò ad interessarsi ai funghi grazie al collega Arthur Anselm Pearson, che era anche un appassionato musicista. Specializzatosi, come Pearson, nelle Agaricaceae, Orton sviluppò una notevole esperienza nell'identificazione delle specie e nel 1955 ricevette una sovvenzione dalla Nuffield Foundation per lavorare con R.W.G. Dennis, capo della micologia presso i Royal Botanic Gardens, Kew, e F.B. Hora presso la Reading University su una revisione della check-list degli agarici e dei boleti britannici. La risultante New Checklist, pubblicata nel 1960, accompagnata da 280 pagine di note descrittive e di revisione di Orton, con molte nuove specie incluse, è rimasto il lavoro di riferimento standard per 45 anni.
Nel 1960 Orton ottenne una posizione presso la Rannoch School di recente apertura a Perthshire, in Scozia, dove insegnò biologia, inglese e musica. Rimase lì fino alla pensione nel 1981. Durante questo periodo, pubblicò molti articoli sugli agarici scozzesi, in particolare quelli raccolti sulla soglia di casa, nella foresta caledoniana intorno a Rannoch. Ha inoltre contribuito, con il Prof. Roy Watling, alla serie British Fungus Flora, pubblicata dal Royal Botanic Garden, Edimburgo. Frequentava spesso il suo amico e collega micologo T.J. Wallace a Membury, Devon, pubblicando una serie di nuove specie di agarico rinvenute nel Dawlish Warren e in altre località del Devon.
Nel 1986 si è trasferì a Crewkerne, Somerset, dove continuò a raccogliere e pubblicare lavori sugli agarici; il suo ultimo articolo "New and Interesting Agarics from Abernethy Forest, Scotland" è apparso nel 1999 sul Kew Bulletin.
Orton pubblicò molti lavori su agarici e boleti britannici ed europei, descrivendo oltre 100 specie mai censite sulle isole britanniche. 
Gli agarici Cortinarius ortonii Moënne-Locc. & Reumaux ed Entoloma ortonii Arnolds & Noordeloos prendono il suo nome.
Le sue collezioni sono conservate nell'erbario micologico del Royal Botanic Garden, Edimburgo e nei Royal Botanic Gardens, Kew.

## Pubblicazioni
Di seguito elencate alcune pubblicazioni scientifiche di Orton:
- Dennis, R.W.G., Orton, P.D., & Hora, F.B. (1960). New checklist of British agarics and boleti. Supplement to Transactions of the British Mycological Society
- Orton, P.D. (1960). New checklist of British agarics and boleti part III. Notes on genera and species. Transactions of the British Mycological Society 43: 159-439
- Orton, P.D. (1986). British Fungus Flora 4. Pluteaceae: Pluteus & Volvariella. Edinburgh: Royal Botanic Garden
- Orton, P.D. (1986). Fungi of northern pine and birch woods. Bulletin of the British Mycological Society 20: 130-145
- Orton, P.D. (1987). Notes on some agarics from Scotland. Notes from the Royal Botanical Garden, Edinburgh 44: 485–502.
- Orton, P.D. (1999). New and interesting agarics from Abernethy Forest, Scotland. Kew Bulletin 54: 705-714